# 長教寺 (魚津市)
長教寺（ちょうきょうじ）は、富山県魚津市にある日蓮宗の寺院である。旧本山は、大本山本圀寺（六条門流）。奠師法縁。

## 概要
- 文明年間（1469年 - 1487年）に松倉城下にて創建。天正年間（1573年 - 1592年）に寺町に移る。その後1834年の大火で焼失したのを機に、現在地に移った。尚、この地にはかつて魚津町奉行所が設置されていた[1][2]。
- 一時期のみ、開校間もない魚津市立大町小学校の仮校舎としても使用された。
- 1879年、立山麓芦峅寺が神仏分離令で廃寺になった際、そこに安置してあった二王尊像（小野篁作）を当地に移し、1891年に山門を新築した。以降、仁王像のある山門で有名であったが、魚津大火に伴う火災復興区画整理事業により山門を黒部市三日市の商店に、山門で鎮護していた仁王像を京都の太秦の某寺に移した（当初、長教寺側は区画整理に伴い山門を移すことに強硬的に反対していた）また、この復興事業により寺域が半分になった[2][3][4]。

## 所在地
富山県魚津市双葉町6-2（旧･東小路）

## 近隣情報
- にいかわ信用金庫本店
- クスリのアオキ新宿店
- 旧・魚津市立大町小学校
- NTT西日本魚津ビル（旧・魚津電報電話局）
- 伏見稲荷魚津大社
- 富山県魚津総合庁舎
- 電鉄魚津駅

## 交通アクセス
- 富山地方鉄道本線電鉄魚津駅から徒歩5分。